# Santos Futebol Clube
Santos Futebol Clube, poznat jednostavno kao Santos je brazilski nogometni klub iz istoimenog grada. 
Nadimak kluba je Peixe (ribe), iako je maskota kluba kit. Klub je nadimak dobio zbog velike gradske luke. 
Osnovan je kao Santos Foot-Ball Club 14. travnja 1912. Najpoznatiji igrač koji je igrao u Santosu je Pelé. 
Dana 20. siječnja 1998. Santos je postao prvi klub u povijesti koji je postigao 10 000 golova, a 2006. godine su postigli i 11 000-ti gol.

## Trofeji
Interkontinentalni kup:
- Prvak (2): 1962., 1963.

Recopa:
- Prvak (1): 1968.

Copa Libertadoresa:
- Prvak (3): 1962., 1963., 2011.

Južnoamerički nogometni superkup:
- Prvak (1): 1968.

Conmebol kup:
- Prvak (1): 1998.

Prvenstvo Brazila Seria A:
- Prvak (8): 1961., 1962., 1963., 1964., 1965., 1968., 2002., 2004.

Kup Brazila:
- Prvak (1): 2010.

Torneio Rio-São Paulo:
- Prvak (5): 1959., 1963., 1964., 1966., 1997.

Prvenstvo Paulista:
- Prvak (19): 1935., 1955., 1956., 1958., 1960., 1961., 1962., 1964., 1965., 1967., 1968., 1969., 1973., 1978., 1984., 2006., 2007., 2010., 2011.

FPF kup:
- Prvak (1): 2004.

## Poznati igrači
| - Pelé - Pepe - Alberto Torres - Clodoaldo - Coutinho - Feitiço - Gilmar - Edu - Rodríguez - Robinho - Luis Menotti - Deivid | - Zito - Guerreiro - Araken - Giovanni - Pita - Calvet - Lima - Antonio de Nigris - Ramos Delgado - Hugo Aristizabal | - Kazuyoshi Miura - Abel - Léo - Chulapa - Cejas - Airton Pavilhão - Mauro - Mengalvio - Formiga - Laercio - Renato - Fábio Costa - Maldonado | - Alex - Diego - Dorval - Elano - Pagão - Ricardinho - Ricardo Oliveira - Ronaldo Guiaro - Zé Roberto - A. C. Zago - Neymar - Henrique Lima - Borges Teixeira |

## Poznati treneri
- Lula
- Carlos Alberto Silva
- Pepe
- Cabralzinho
- Vanderlei Luxemburgo
- Émerson Leão

## Vanjske poveznice
- Službena stranica